# Programmusik
Programmusik bruges som betegnelse for musik som repræsenterer et program – det være sig en scene, et digt, en hændelse eller noget andet ikke-musikalsk. Det modsatte af programmusik kaldes absolut musik. Et typisk eksempel på programmusik er tonedigtet.

## Begrebet
I programmusik tales om et program eller en idé som ligger uden for det musikalske værk – en litterær eller historisk reference, en sjælstilstand etc. Programmusik har således set en reference i menneskelig erfaring som lader sig beskrive verbalt.
Begrebet er næsten udelukkende brugt om europæisk klassisk musik, og specielt inden for romantisk musik. Det bruges sædvanligvis kun om instrumentalmusik, ikke om viser eller operaer.

## Eksempler
Beethovens 6. symfoni, den såkaldte Pastoralesymfoni, "fortæller" en historie om livet på landet, og de forskellige pastorale scener kan genkendes i musikkens formsprog. Et eksempel på norsk programmusik er de fem symfoniske digte af komponisten Hjalmar Borgstrøm hvoraf digtet Hamlet, skrevet for orkester og klaver, anføres at være hans hovedværk. I Danmark har Frederik Magle komponeret programmusik med værket Håbet, der beskriver slaget på Reden, bl.a. med brug af flere stortrommer placeret foran og bagved tilhørerne for at imitere kanoner.
Musorgskijs suite "Udstillingsbilleder", der er komponeret over 10 specifikke værker af sin nære ven Viktor Hartmann, anses også som programmusik, i det han benytter musikken til at fortolke og overbygge specifikke visuelle oplevelser.

## Kritik
En anden komposition fra Beethovens hånd, den såkaldte "Måneskinssonate", er brugt for at fremstille denne måde at opfatte musik på som upålidelig og tilfældig. Det bliver hævdet at Beethoven ikke tænkte i programmusikalske baner i det hele taget da han skrev denne komposition, der egentlig har betegnelsen "Pianosonate nr. 14 i ciss-moll quasi una Fantasia". Tilnavnet Måneskinssonaten skulle stamme fra den tyske musikjournalist Ludwig Rellstab efter en bådtur på Vierwaldstätter See, flere år efter Beethovens død. Fantasien giver lytteren lov til at fantasere og associere.